# Ravninsko
Ravninsko es una localidad de Croacia en el municipio de Đurmanec, condado de Krapina-Zagorje.

## Geografía
Se encuentra a una altitud de 195 m s. n. m. a 64,2 km de la capital nacional, Zagreb.

## Demografía
En el censo 2011, el total de población de la localidad fue de 392 habitantes.